# Charles-Louis Favarger
Pour les articles homonymes, voir Favarger (homonymie).
Charles-Louis Favarger, né le  20 septembre 1809 à Vaumarcus et mort le 4 juillet 1882 à Neuchâtel est un homme politique et entrepreneur suisse.

## Biographie

### Origines
Les origines de la famille Favarger remontent à La Favarge, au-dessous de La Coudre. Après la guerre de Laupen, les Bernois ravagent les faubourgs du Landeron et détruisent Neureu en 1340. Une famille de ce faubourg va bâtir La Favarge, au-dessous de La Coudre et le comte Louis leur donne des franchises d'indemnisation. Ce lieu est nommé d'après la forge (favarge) qui y est bâtie et les habitants héritent du nom de Favargier ou Favarger. En 1580, certains bourgeois de Neuchâtel nobles font remonter leur origine à un certain De la Favarge, qui vécut en 1420.

### Vie à Neuchâtel
Né en 1809  à Vaumarcus dans la principauté de Neuchâtel, Charles-Louis Favarger est le fils de Jean-François Favarger et de Sophie Jeanrenaud. Il étudie le droit en Prusse entre 1831 et 1832, car Neuchâtel en était à cette époque une principauté sous le nom de Neuenburg.
Charles-Louis Favarger épouse une chaux-de-fonnière, Julie-Louise Biber, et devient député libéral à l'assemblée constituante neuchâteloise. Il est élu au Grand Conseil neuchâtelois pour la législature (1858-1862) et (1865-1874). Ce protestant est aussi membre du synode de l'Eglise indépendante neuchâteloise. Avocat et notaire, il est chargé de diverses fonctions judiciaires et il contribue à la rédaction du Courrier de Neuchâtel et de L'Impartial. Son fils aîné Paul fonde une fabrique de chocolat Favarger dans le canton de Genève.

### Aventures aux États-Unis
À la suite de son voyage aux États-Unis d'Amérique avec son ami Philippe Suchard, Charles-Louis Favarger y achète des terrains et fonde avec son ami Philippe Suchard  la société Suchard, Favarger & Cie, qui préfigure l'éphémère colonie Alpina. Entre 1846 et 1852, Charles-Louis dirige avec Phliippe la colonie Alpina dans l’État de New York. Dans cette colonie de peuplement, qui fait faillite après seulement 5 années, Charles-Louis Favager et Julie-Louise Biber ont une descendance, dont le parrain est Philippe Suchard.
Charles-Louis Favarger meurt à Neuchâtel en 1882.

### Fonds d'archives
- Fonds Favarger, Archives d'Etat de Neuchâtel